# Техно Вежа
Адміністративна будівля Летті Пате Уайтхед Еванс, також відома, як Техно Вежа (англ. Tech Tower) — це історична пам'ятка і центральна точка кампусу Технологічного інституту Джорджії в Атланті, Джорджія, США. Розташована на 225 Північній Авеню в середмісті Атланти. Зведена у 1888 році, як академічна будівля з класами, щоб доповнювати практичну частину підготовки студентів, яка проводиться у сусідній будівлі інституту. Ця будівля була збудована другою в технічному кампусі Джорджії і проіснувала найдовше.
Техно Вежа — місцева культурна і історична пам'ятка. Пам'ятники та меморіальні дошки, присвячені філантропії на користь Джорджії прикрашають будівлю і навколишній ландшафт. Червона цегла та Вікторіанська архітектура роблять будівлю архітектурною окрасою Історичного відділу Інституту Технологій Джорджії. Вона символізує традиції та шкільний дух, а також є центром адміністрації інституту. Тут відбулося багато церемоній та важливих подій, а також візит президента США Теодора Рузвельта.
Освітлені надписи "TECH " висять на кожному боці вежі. Ці надписи добре видно з Технічного кампусу Джорджії, а також з усієї округи. Студенти технічного кампусу багаторазово викрадали букву «T» з одного із написів. Покарання за такий жарт колись не було, але зараз це суворо заборонено і карається кримінальною відповідальністю.

## Історія

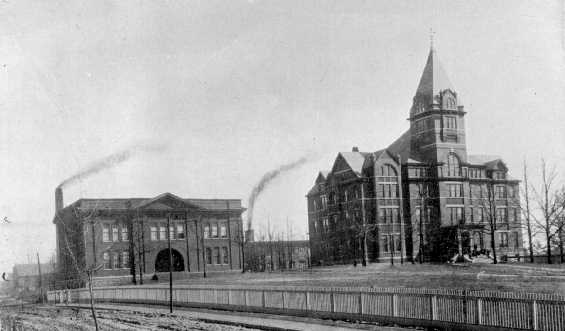
Рання фотографія будівлі магазину (зліва) і Техно Вежі (справа) 1899р

У 1887, Штат Джорджія Отримав 9 акрів землі від Річарда Пітерса. На цій території було утворено оригінальний кампус Школи Технологій Джорджії. Штат найняв славнозвісне архітектурне бюро «Брюс і Морган», щоб запроектувати Академічну будівлю, що містить аудиторії, зали, офіси, бібліотеки, а також службову будівлю, у якій знаходились бойлерна, магазин запчастин, магазин виробів з дерева, кузня.
Обидві будівлі збудовані у схожому стилі. Ці будівлі та їх назви відображали принципи школи і символізують важливість теорії і практики, а схожість у їх вигляді символізує рівнозначність теорії і практики. Будівництво розпочалось у червні 1887. Тендер на будівництво виграв Ангус Гілврей. У вересні 1888 року будівництво будівлі було завершено, а службову будівлю добудували через кілька тижнів. У 1892 будівля була зруйнована пожежею і відбудована без вежі. Через ці події академічна будівля, яка пізніше стане відома як Техно Вежа, стала найстарішою будівлею технічного кампусу Інституту Джорджії.

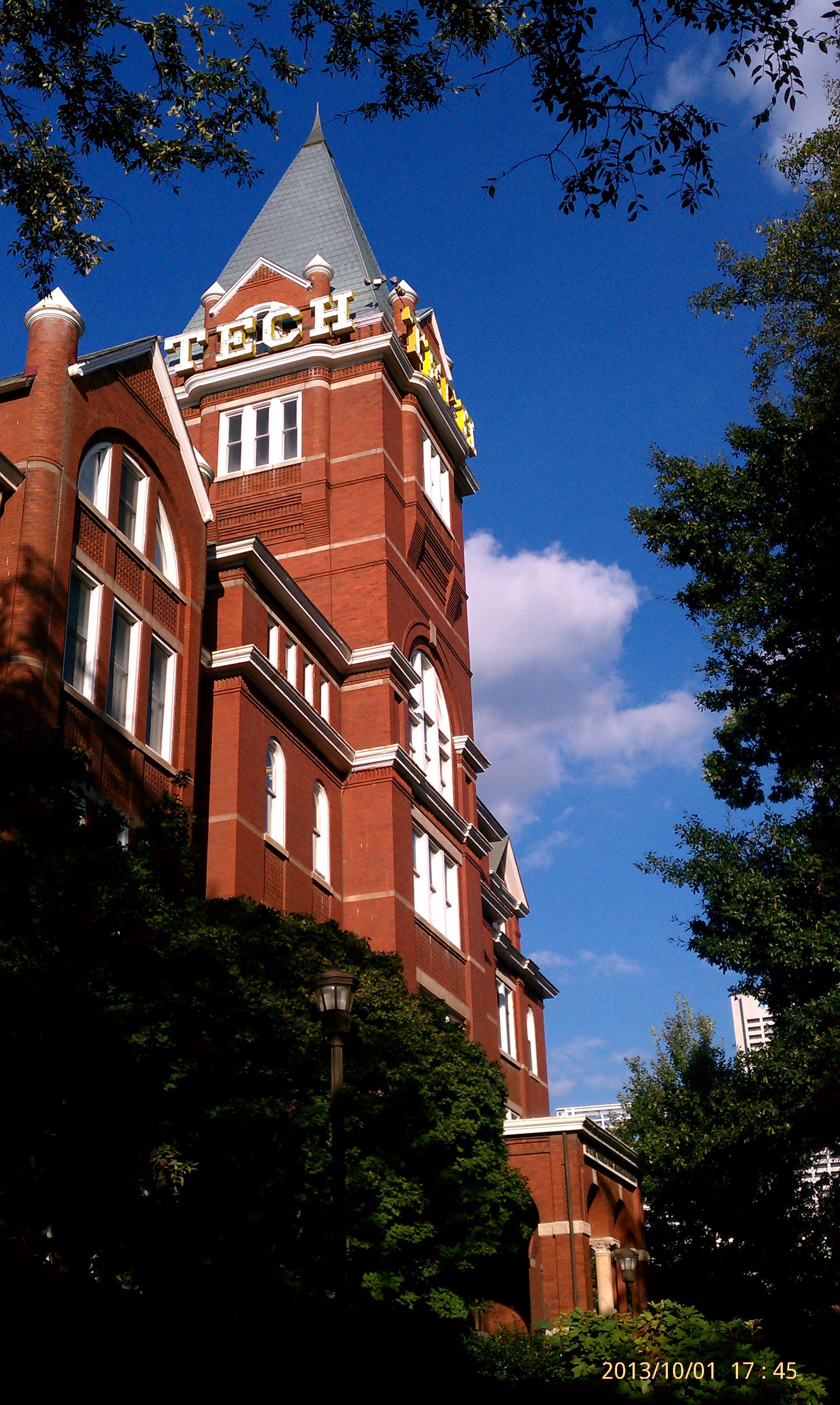
Техно Вежа

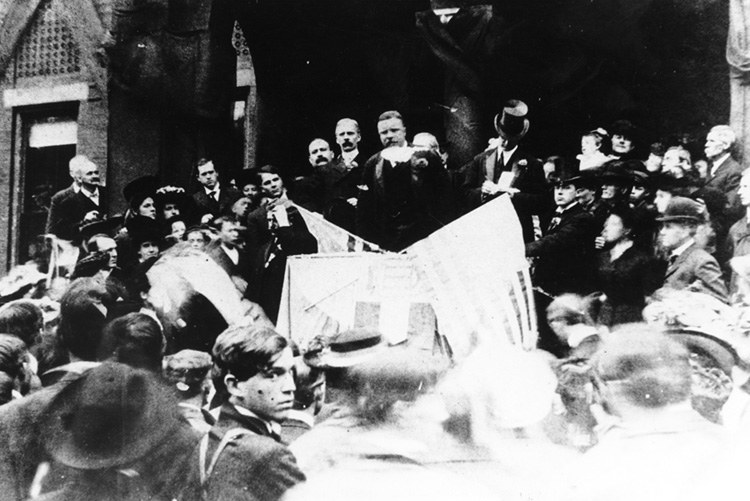
Теодор Рузвельт Виголошує промову на сходах вежі

20 жовтня 1905 президент США Теодор Рузвельт відвідав технічний кампус Інституту Джорджії. На сходах Техно вежі він виголошував промову про важливість інженерної освіти, а після цього потиснув руки кожному з 500 студентів.
У 1922 були встановлені знамениті написи «TECH», від яких вежа і отримала свою назву. Їхня мета, як сказали перші студенти Інституту Джорджії, у тому, щоб  «Передати дух інституту на усі чотири сторони світу». Перші надписи були дерев'яними і пофарбовані у білий та золотий колір, тобто кольори інституту. У 1930 р. написи були підсвічені. У 1949 освітлення на надписах «TECH» замінили на неонові лампи у металевих рамках.
У 1978, Техно Вежа і оточуючі  9 арів Оригінального кампусу були включені до Історичного відділу. Біля входу до Техно Вежі висить історична табличка .

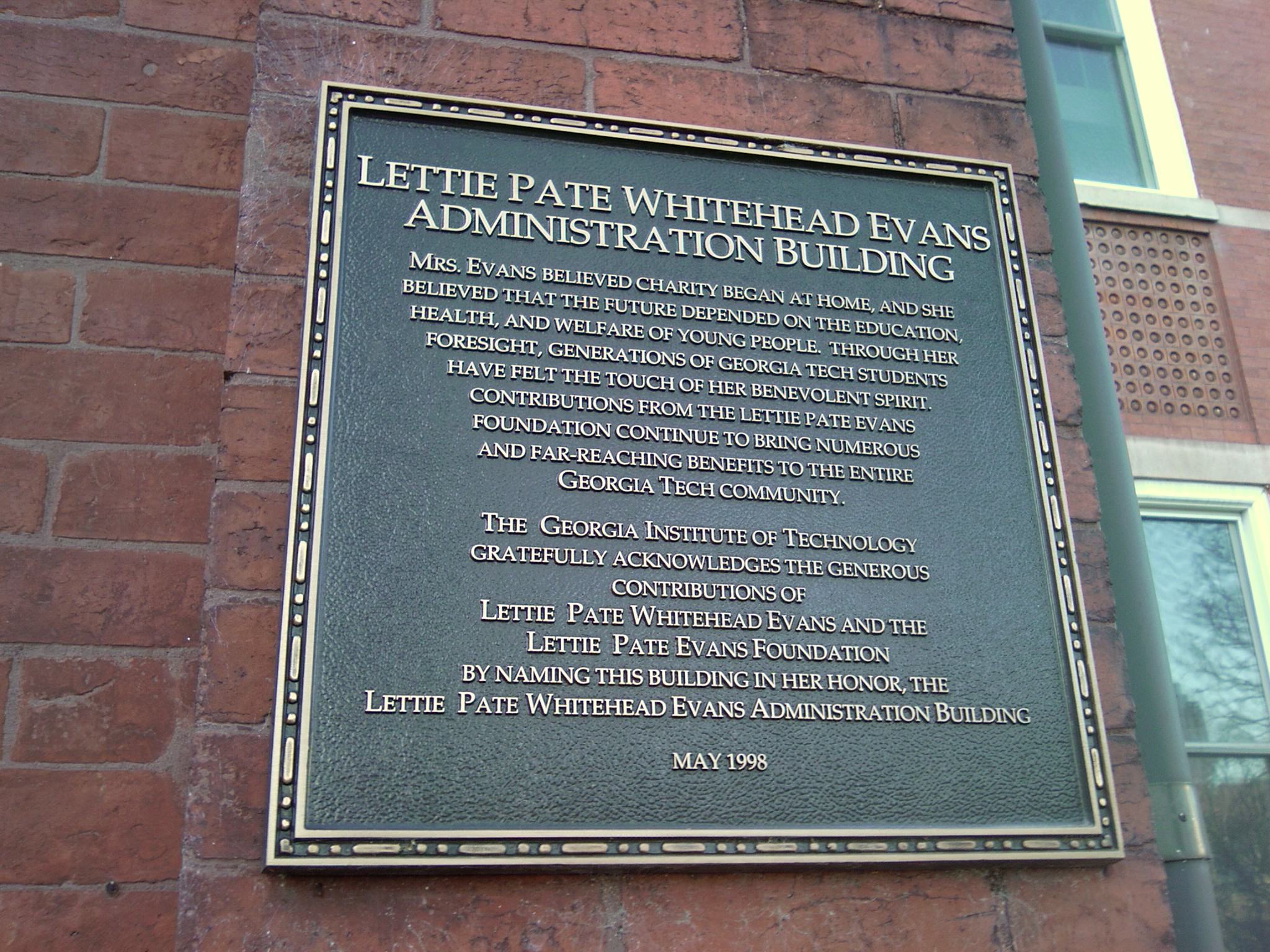
Табличка біля входу в Техно Вежу, яка вшановує вклад Летті Пате Уайтхед Еванс.

 22 травня 1998, Техно Вежа була переназвана на Адміністрацію Летті Пате Уайтхед Еванс. Церемонію провів президент Джорджія Тех Уейн Клаф. Хоча ні вона, ні її чоловіки не навчались у інституті Джорджії, але Летті Пате була найбільшим спонсором інституту, і пожертвувала більше $340 мільйонів через свою благодійну організацію.
Техно Вежа використовувалась до 1998 р., а тоді почалась її реконструкція. Основна робота була проведена по оновленню інтер'єру. Бібліотеа і каплиця були замінені на сучасні офіси. Екстер'єр зазнав незначних змін, щоб зберегти історичний вигляд будівлі. Проект реконструкції, названий «Реновація Техно Вежі», розпочато у 1987.

## Структура і вигляд

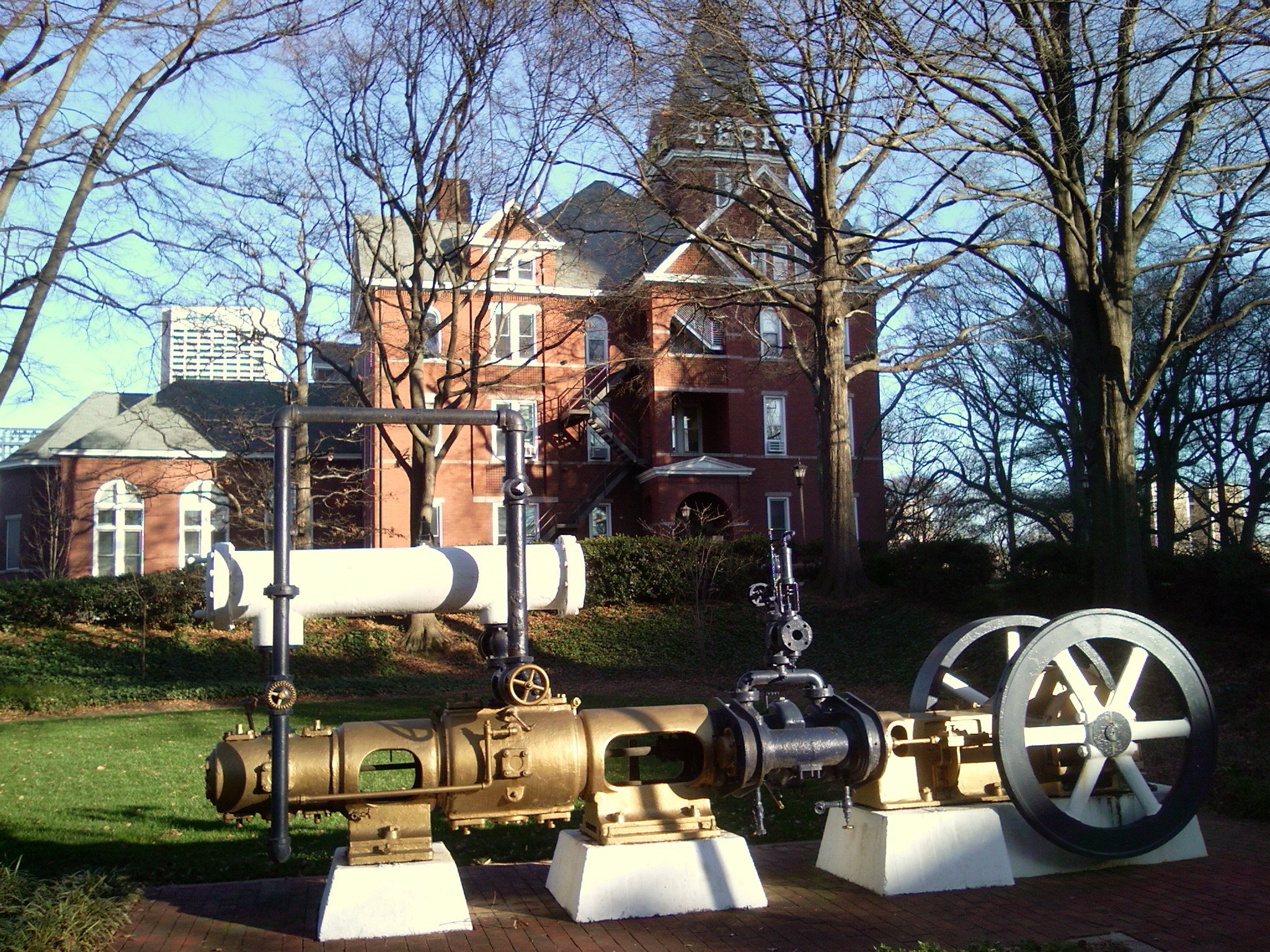
"Паровий двигун"Компресор повітря, який працює на парі. На фоні Техно Вежі

Сьогодні, викрадення літери «T» заборонене і карається відрахуванням, хоча жоден студент ще не був відрахований. Після того, як відвідувач Техно Вежі загинув, коли намагався залізти на Меморіальний Колізей Олександра у 1999, президент інституту Г. Уейн Клаф заборонив викрадення літери «T», а також заборонив вилазити на будівлі, щоб запобігти нещасним випадкам і пошкодженням будівель. Щоб запобігти подальшим спробам викрадення літери «T» були встановлені заходи безпеки такі, як датчики тиску і звукова сигналізація. 

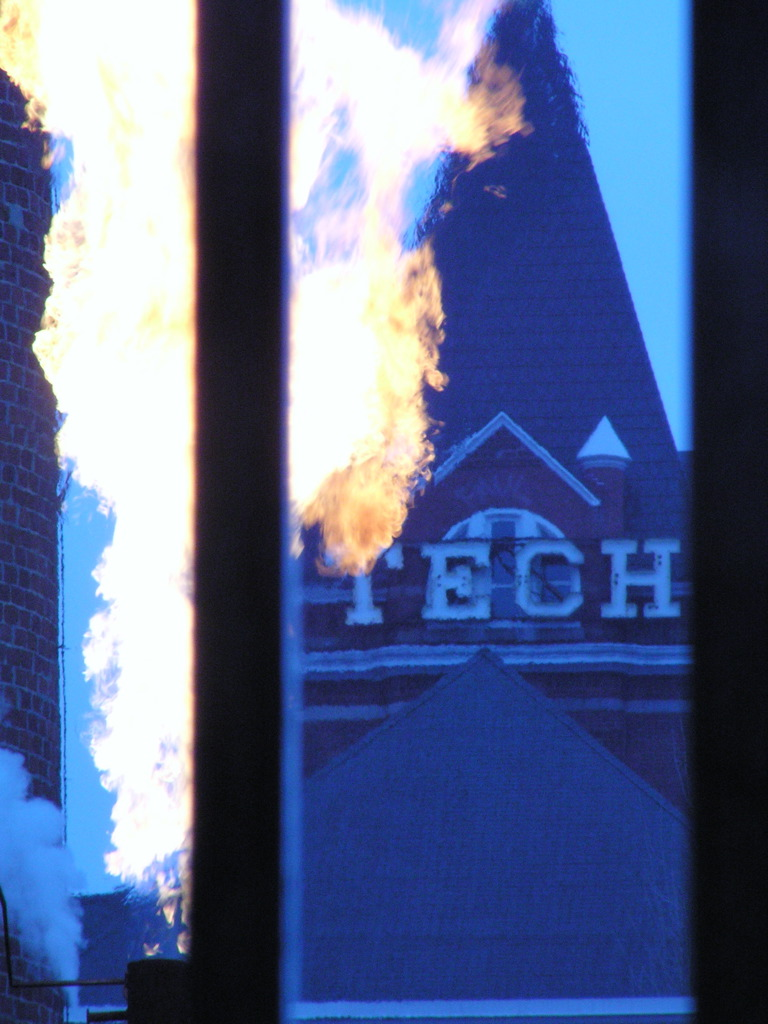
Техно Вежа

### Околиці
Як найстаріша будівля Технічного кампусу інституту Техно Вежа накопичила багато монументів за роки існування. Всі монументи подаровані інституту його випускниками. Дві доріжки для прогулянок проходять навколо інституту — їх подарували випускники на п'ятидесятиріччя випуску. Перший випуск 1903 року подарував мармуровий питний фонтанчик, він знаходиться  біля головного входу. А також там є пара мармурових лавок, подарованих випуском 1925. Поруч з лавками стоїть мармуровий меморіал в пам'ять про Паула Ховенса — випускника інституту та колишнього президента Американської асоціації цивільних інженерів він зник під час Катастрофи на кораблі  8 травня, 1925.  А також, Паровий компресор повітря, відомий, як «паровий двигун» розташований на горбі біля школи і служить, як нагадування про індустріальне минуле інституту.

## Сучасне застосування
Як і слідує з офіційної назви, Техно Вежа в основному використовується в адміністративних цілях. А також містить офіс Глобального планування і менеджменту. Деканати  Коледжу Іженерії і Коледжу Науки мають кабінети у Техно Вежі.

Техно Вежа вважається символом Інституту Джорджії і вищої освіти в Атланті. Її часто зображають на товарах вироблених в інституті. Зараз інститут використовує, як логотип, зображення дзвіниці, а не саму Техно Вежу, через це часто виникають суперечки.

## Викрадення T
Студенти викрадали літеру T багато разів. За традицією першою викрадають T яка зі східного боку. Адже це помітно з лінії надземного метро. Групи студентів відповідальні за викрадення літери T поширювали чутки про «Загадкових мародерів», а також чутки про існування ідеального плану з викрадення літери, вигаданого невідомим Студентським об'єднанням, який знаходиться в архівах інституту.

### Історія викраденнь

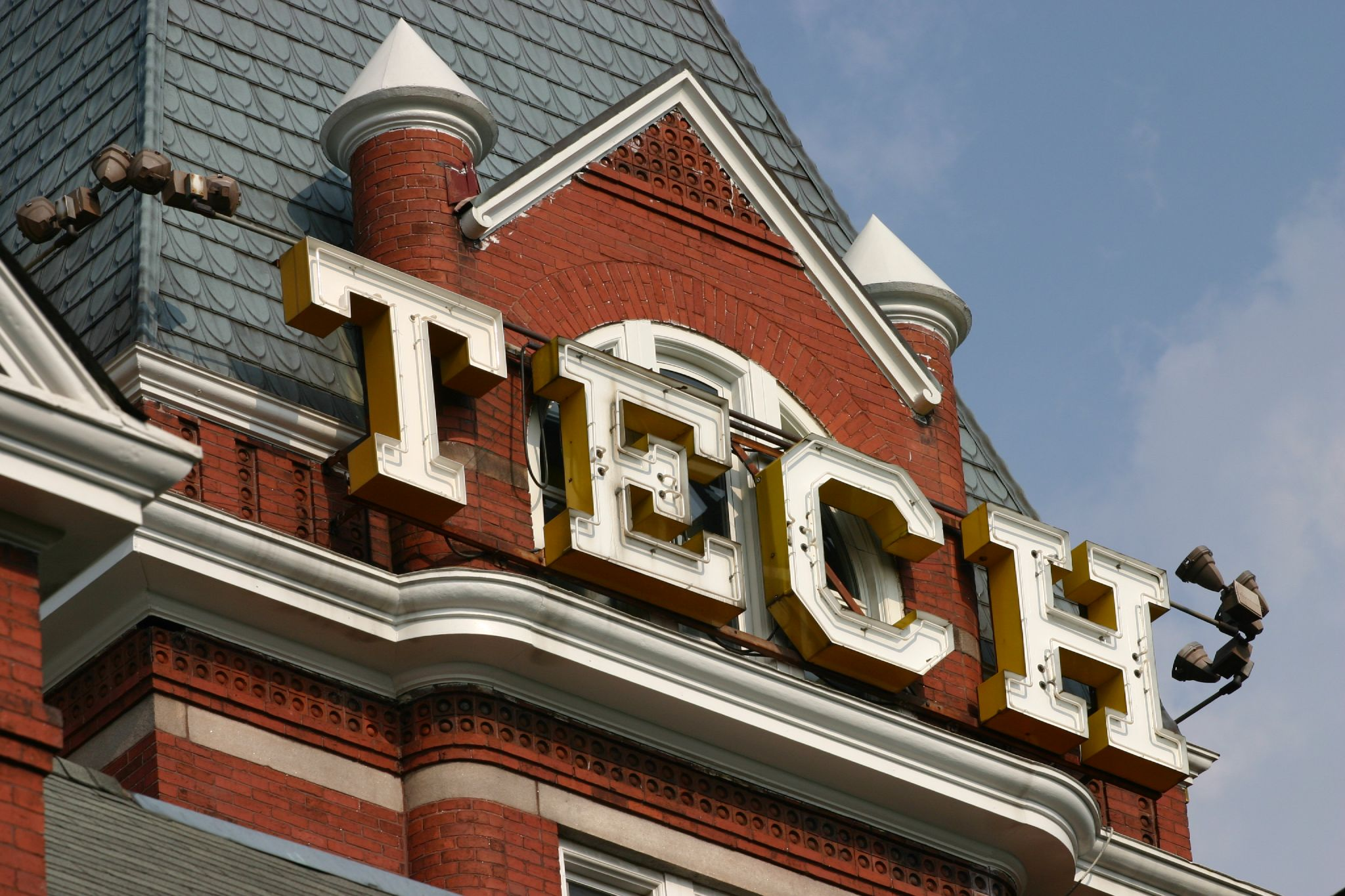
Фото славнозвісного надпису «Tech Tower»

Вперше «T» викрали у квітні 1969 секретним студентським братством, яке називало себе «Неперевершена сімка». Цей жарт вони успадкували від студентів Гарвардського університету, які 1968 планували крадіжку, щоб відзначити вихід на пенсію Едвіна Д. Харрісона .   Літеру T через кілька днів  повернули гелікоптером завдяки меру Атланти Івану Алену.

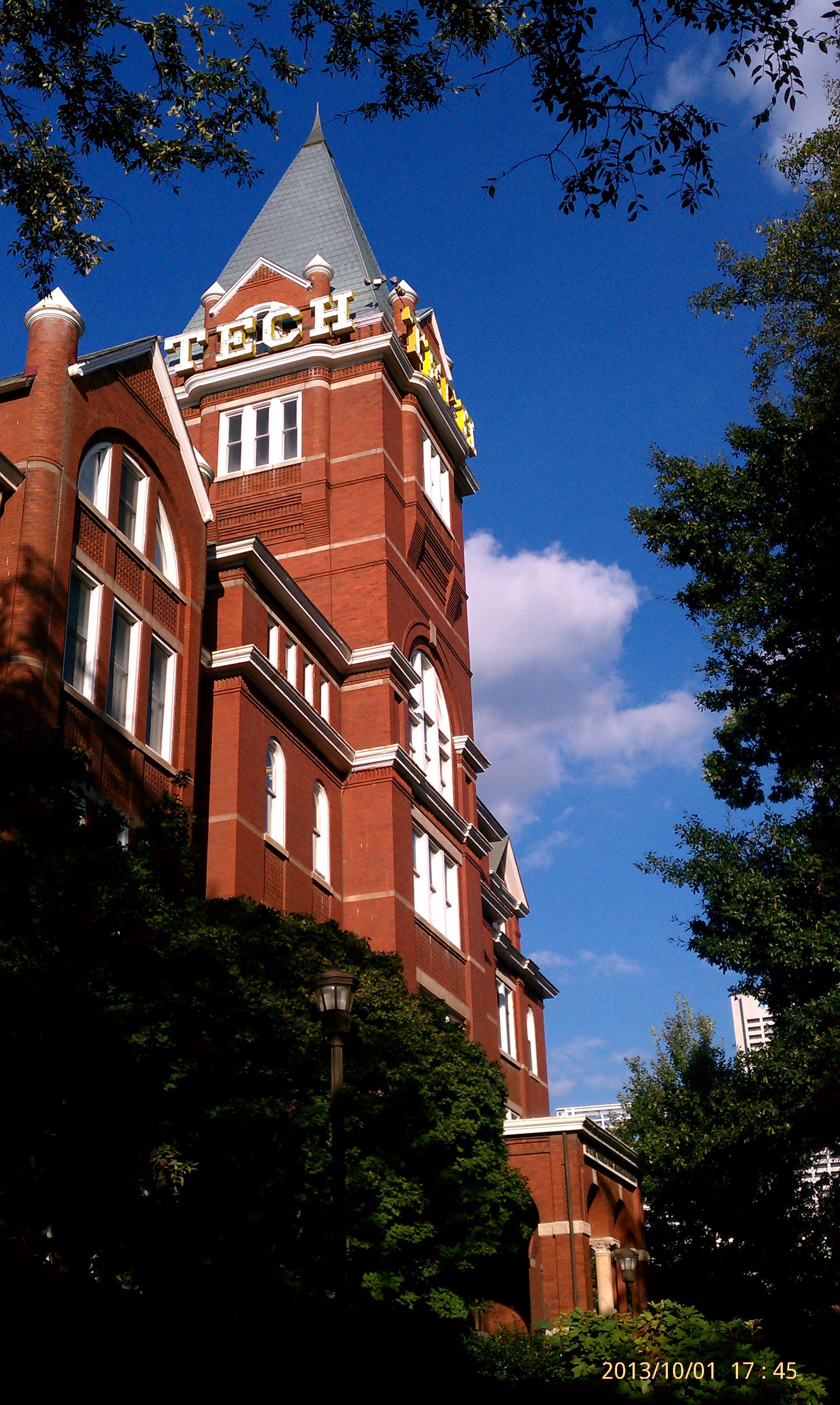
Техно Вежа

Одне з найзнаменитіших викрадень літери T сталося літом 1999. Літера T на північній стороні Техно Вежі була викрадена «групою з шести або семи людей» зранку 3 червня 1999 року. Викрадачі написали лист, в якому описали процес викрадення і надіслали його в студентську газету The Technique. Скорочена версія листа була надрукована  у літньому виданні. Зловмисники розказали, як за допомогою мотузки спустили літеру «T» і заховали у секретному місці. Також лист містив фото літери «T» «на відпочинку» у  Берклі Спрінгс. Пізніше викрадачі погодились повернути літеру «T» під час параду у інституті Джорджії за умови, що не буде жодної кримінальної відповідальності. Лист був підписаний вигаданим студентом Джорджом Борделом, але інститут не погодився не карати студентів, тому літеру досі не повернули.
Замінене T на північній стороні Техно Вежі викрали 28 травня 2001 р. Злочинцями виявились 3 студенти інституту, двоє яких неодноразова притягувались до відповідальності через порушення законів інституту. Вони зняли літеру зі стіни, але їх помітили охоронці і увімкнули сигналізацію. У жовтні 2005 копія літери T була викрадена з будівлі обслуговування студентів, але її повернули через кілька днів.

Близько півдня 18 березня 2014, люди помітили, що з північного боку Техно Вежі зникла літера «T». У цьому випадку злодій зізнався у злочині цього ж вечора, після того, як поліція його звинуватила. Усе літо перебував відстороненим від навчання, також був змушений сплатити штраф, щоб заново пройти курси, які майже завершив.
Традиція викрадення літери T надихнула людей на  схожі злочини. Під час матчу між Університетом штату Північна Кароліна  і Інститутом Джорджії 4 листопада 2006 р., друга літера з надпису «nc state university» зникла. Усі вважають, що це викрадення організували студенти Інституту Джорджії, щоб підтримати свою команду. Можливий варіант, що літера просто впала на нижчий поверх. Був ще один випадок схожого злочину у 2012 році, коли під час матчу вандали, швидше за все фанати «Yellow Jacket's» відірвали літеру «T» у фан зоні Інституту Вірджинії, а потім скинули її з верхньої частини стадіону. Зранку літера була знайдена біля поліцейського відділення. У вересні 2012 президент Інституту Джорджії повернув літеру президенту Інституту Вірджинії, а також попросив вибачення від імені інституту.
Схожі крадіжки  в технічному кампусі Інституту Джорджії відбулись у 2001 р. Група студентів, які назвали себе «Колдуеллською визвольною армією» викрали  32 літери T з табличок на 16 будівлях за 2 ночі — так вони намагались протестувати проти того, що їх не впускали в головний корпус інституту після реновацій. У січні 2006 почали пропадати вінілові наклейки з літерами T, які були на інформаційних табличках по усьому кампусу, це викликало непорозуміння у відвідувачів і першокурсників. Студентська рада інституту заявила, що викрадення «T» за 2010—2016 коштували інституту понад 100000$. Щоб зменшити ці затрати, студентська рада закликала не порушувати традицію, і не викрадати «T» окрім тих, що знаходяться на вежі.

### Реакція інституту
Думка адміністрації на рахунок викрадень літери «T» часто змінювалась. Коли «T» вперше викрали у 1969 р., президент Вернон Крафтворд був настільки розлючений, що скасував навчання до того часу, поки літеру повернули. Наступні президенти часто закривали очі на викрадення «T», а президент, Джон Патрік Креціне, навіть схвалював це, аргументуючи це, як збереження традиції.

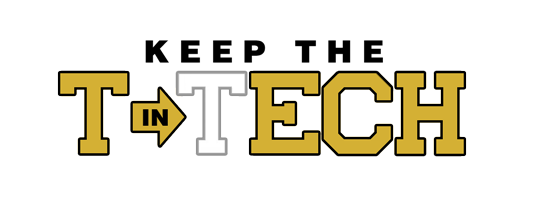
Логотип для кампанії «Збережіть 'T' в інституті»

Сьогодні викрадення літери «T» заборонене і карається відрахуванням, хоча жоден студент ще не був відрахований. Після того, як відвідувач Техно Вежі загинув, коли намагався залізти на Меморіальний Колізей Олександра у 1999, президент інституту Г. Уейн Клаф заборонив викрадення літери T, а також заборонив вилазити на будівлі, щоб запобігти нещасним випадкам і пошкодженням будівель.  
У 2011, Студентська рада запустила кампанію «Збережіть T в інституті». Мета кампанії — запобігти крадіжкам літери T. Кампанія тривала тиждень і включала в себе онлайн петицію, яка була опублікована на «The Technique» — відкритому форумі для обговорення проблем. Також був день, коли можна було повернути вкрадену літеру і залишитись непокараним «Живи справжньою традицією» — подія заснована на традиції викрадати літеру T з Техно Вежі.